# Audan Alaköl
Der Audan Alaköl (kasachisch Алакөл ауданы Alaköl audany, russisch Алакольский район Alakolski rajon) ist ein Bezirk im Gebiet Schetissu in Kasachstan.

## Bevölkerung
Bei der Volkszählung 1999 hatte der Audan Alaköl 79.773 Einwohner. Die Volkszählung 2009 ergab für den Bezirk eine Einwohnerzahl von 69.398. Bei der letzten Volkszählung 2021 lebten 75.554 Menschen im Audan Alaköl. Die Fortschreibung der Bevölkerungszahl ergab zum 1. Januar 2025 eine Einwohnerzahl von 73.483.
| Einwohnerentwicklung               | Einwohnerentwicklung | Einwohnerentwicklung | Einwohnerentwicklung | Einwohnerentwicklung | Einwohnerentwicklung | Einwohnerentwicklung | Einwohnerentwicklung |
| 1939                               | 1959                 | 1970                 | 1979                 | 1989                 | 1999                 | 2009                 | 2021                 |
| ---------------------------------- | -------------------- | -------------------- | -------------------- | -------------------- | -------------------- | -------------------- | -------------------- |
| 15.432                             | 26.413               | 43.726               | 48.452               | 51.619               | 79.773               | 69.398               | 75.554               |
| Anmerkung: Volkszählungsergebnisse |                      |                      |                      |                      |                      |                      |                      |

## Verwaltungsgliederung
Der Audan Alaköl ist in  ländliche Bezirke (kasachisch Ауылдық округ Auyldyq okrug; russisch Сельский округ Selski okrug) gegliedert (Stand: 2021).
| Ländlicher Kreis | Einwohner | Einwohner | Orte                                                  |
| Ländlicher Kreis | 2009      | 2021      | Orte                                                  |
| ---------------- | --------- | --------- | ----------------------------------------------------- |
| Aqschar          | 2.255     | 2.182     | Aqschar, Mailyschat, Qongyr                           |
| Aqtübek          | 1.239     | 1.215     | Aqtübek                                               |
| Besköl           | 7.462     | 7.910     | Bessinschi, Besköl, Bulaqty, Qaratuma, Saiqan, rsd.13 |
| Dostyq           | 4.819     | 6.381     | Dostyq, Köktuma, Schalangaschköl                      |
| Jekpindi         | 2.174     | 2.134     | Jekpindi, Qarlyghasch, Üschqajyng                     |
| Jengbekschi      | 1.465     | 1.249     | Jengbekschi                                           |
| Kölbai           | 2.893     | 2.771     | Älemdi, Büdir, Kölbai, Qysylqajyng                    |
| Lepsi            | 1.442     | 1.348     | Baiserek, Lepsi, Schymbulaq, Schynschürek             |
| Qabanbai         | 6.182     | 6.711     | Qabanbai, Schambyl                                    |
| Qainar           | 905       | 3.076     | Qainar                                                |
| Qamysqala        | 930       | 841       | Alaköl, Qamysqala                                     |
| Qysylaschtschy   | 1.696     | 1.717     | Schumachan Balapanow                                  |
| Sapaq            | 1.039     | 683       | Bibaqan, Sapaq                                        |
| Schaghatal       | 2.038     | 2.020     | Bessaghasch, Qasaqstan                                |
| Schaipaq         | 1.564     | 1.629     | Schaipaq                                              |
| Schanama         | 2.260     | 2.043     | Jeski Schanama, Qarabulaq, Schanama                   |
| Schylandy        | 2.151     | 1.632     | Äschim, Kökschar, Maiqan, Schynschyly, Schylandy      |
| Terekti          | 2.192     | 1.854     | Taldybulaq, Terekti                                   |
| Toqschailau      | 2.682     | 2.288     | Toqschailau                                           |
| Üscharal         | 17.265    | 21.272    | Üscharal                                              |
| Üschbulaq        | 1.298     | 835       | Aipara, Kenges, Üschbulaq                             |
| Yntaly           | 529       | 729       | Yntaly                                                |
| Yrghaity         | 2.307     | 2.476     | Aqschi, Köktuma                                       |